# Улвија Али
Улвија Али кизи Гулијева (азер. Ülviyyə Əli qızı Quliyeva;  Геокчајски рејон, 13. октобар 1993) је азербејџанска новинарка и активиста. Она је активиста за људска права и политички затвореник; у 2019-2025. радила је као новинар за Глас Америке (VoA).
Од 2012. године, Улвија Али је покривала сва кршења људских права у Азербејџану на својој страници на Твитеру и привукла их на пажњу међународних медија. Поред тога, публикације о ситуацији у Азербејџану у страној штампи често се односе на информације које је пружила, а такође су користиле фотографије и видео снимке аутора.
У фебруару 2025. године, након акредитације новинара Гласа Америке, Улвија Али није престала да ради и изјавила да ће чак и у одсуству независних медија спремних да објави свој материјал, дистрибуирати своје извештавање путем сопствене платформе. Наставио је да објављује извештаје на својој Фејсбук страници.
Три месеца касније, у ноћи од 6. до 7. маја 2025. године, ухапшена је у случају Meydan TV, а 7. маја, мјера притвора је изабрана одлуком Хатаин Дистрикта против ње. Она и други ухапшени у случају оптужени су према члану 206.3.2 Казненог законика (кријумчарење које је починила група лица на претходној завери). Улвија је одбацила оптужбе, четири месеца пре хапшења, рекавши да није новинар за Мејдан ТВ, и генерално повезао притвор са професионалним новинарством.
Бројне локалне и међународне организације за људска права осудиле су хапшење Улвије Алија, називајући је политичким и позвале азербејџанске власти да га одмах ослободе.
Тренутно се налази у притворном центру Баку Министарства правде.

## Биографија

### Ране године
Улвија Али кизи Гулијева рођена је 13. октобра 1993. године у Геокчајски рејон. Након неколико месеци проведених са породицом у Баку, преселили су се у Тамбов, Русија. Улвија је одрасла у Русији пре осам година. У јуну 2001. године породица се вратила у Азербејџан.
Улвија Али активно учествује у друштвено-политичким процесима од 17. године. Године 2012, и 2016. била је чланица цивилног покрета НИДА, а два пута је изабрана у Контролној и дисциплинарној комисији Покрета. Такође је активно учествовао у јавним кампањама у подршци ухапшених чланова NIDA. Водио је кампању под називом "Подршка незаконито ухапшених чланова NIDA".
Учествовао је у протестима неколико пута и суочио се са отпором полиције. 26. јануара 2013. године полиција је ухапсила током акције "Избаците из нашег оружја" и пуштена након административног упозорења.
Године 2015. овлашћени представник кандидата NIDA Рамин Хусеинов у изборној области број 18 Нариманов-Низами изабран је на парламентарним изборима. На парламентарним изборима 2020. године, Тогрул Велиев, кандидат за изборни блок "Hərəкət", у округу Насими-Сабајил, предводио је кампања.

### Активности људских права
Од 2012. године, Улвија Али је покривала сва кршења људских права у Азербејџану на својој Твитер страници и привукла их је пажњу међународних медија. Поред тога, публикације о ситуацији у Азербејџану у страној штампи често се односе на информације које им се пружају, као и на фотографије и видео снимке аутора.
Од 2013. године прати многе политичке затворенике и покрива оно што се дешава у судовима.
Надгледала је и покривала кршења на председничким изборима 2013., 2018. и 2024. године, парламентарне изборе 2015., 2020. и 2024. године, општинским изборима 2014. године, 2019. и 2025. године, као и референдум 2016. године.
У 2014. години радила је као помоћник адвоката Намизад Сафаров.
Од 2015. године је члан Наргиз награде жирија.
У 2017. години дипломирала је са почастима на Институту за демократске иницијативе младих људских права (IDI).
Сарађивао је са низом невладиних организација, као што су Центар за мониторинг изборног мониторинга и демократије (SMDTM), Центар за правну помоћ "Benefisiar", инициативная группа "Делатые женщины".
У 2018. години, коаутор је извештај ""Крим: пробој зида тишине"", објављен од стране Домова људских права (HRHF). Ту је и она одговорна за легитимне и украјинске народе посетио Распеће и припремио посебну реконструкцију.
У 2019. години, стажирање у Сједињеним Државама одржано је у оквиру Међународног програма лидерства посетилаца (IVLP).
У 2024. години, фотографија Улвија Али била је део изложбе фотографија Портрети силе коју је организовала Фондација за људска права у Норвешкој. Фотографија приказује азербејџанског адвоката специјализованог за људска права, Ровшана Рагимова, једног од хероина изложбе.
Улвија Али интервјуисала је стране медије, посебно уочи Конференције о климатским променама Уједињених нација (COP29) у Баку, како би скренула пажњу на проблеме људских права у земљи, државу независних медија и хапшење новинара.
Године 2021. награђена је наградом Квеерадар за активну улогу у покривању ЛГБТ догађаја у Азербејџану у медијима.

## Ссылки
- „Ulviyya Ali”. Персоналии. «Глас Америке» (VoA). 2025-05-11. Приступљено 2025-05-11.
- „Ulviyya Ali”. Персоналии. «OC Media». 2025-05-11. Приступљено 2025-05-11.
- „Ulviyya Ali”. Персоналии. «Комитет защиты журналистов» (CPJ). 2025-05-11. Приступљено 2025-05-11.
- „Ulviyya Ali (Guliyeva)”. Персоналии. «Front Line Defenders». 2025-05-11. Приступљено 2025-05-11.